# 디미트리 미트로풀로스

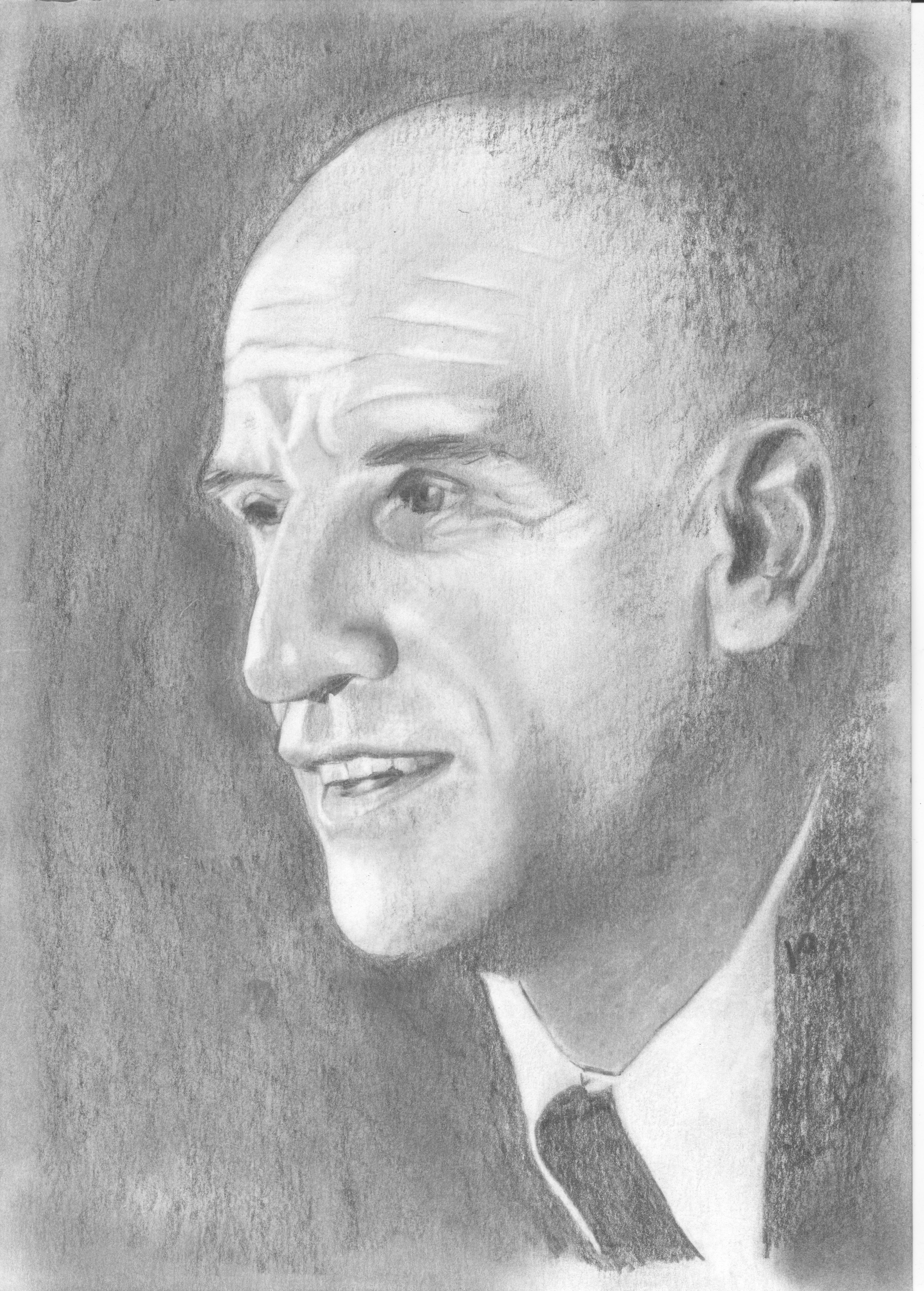

디미트리 미트로풀로스(1896년 1 March(율리우스력 18 February) – 1960년 11월 2일)는 그리스의 지휘자, 피아니스트, 작곡가다.
미트로풀로스는 아테네에서 태어났다. 그의 아버지는 아테네 시내에서 가죽 제품 가게를 운영했다. 그는 음악적으로 조숙하여 어린 나이에 자신의 능력을 과시했다. 미트로풀로스가 중학교에 다닐 때인 11세부터 14세까지 그는 매주 토요일 오후에 자신의 집에서 비공식 음악 모임을 주최하고 사회했다. 그의 초기 작품인 바이올린과 피아노를 위한 소나타는 지금은 소실되었지만 이 시기의 작품이다.
그는 아테네 음악원 과 브뤼셀과 베를린에서 음악을 공부 했고 페루치오 부조니를 스승으로 사사했다. 1921년부터 1925년까지 그는 베를린 국립 오페라 극장에서 에리히 클라이버를 도운 후 그리스에서 여러 직책을 맡았다. 1930년 베를린 필하모닉 연주회에서 독주자가 아프다는 것을 알게 된 그는 프로코피예프의 피아노 협주곡 3번의 솔로 부분을 연주하고 건반으로 오케스트라를 지휘하였다.
미트로풀로스는 1936년 보스턴 교향악단과 함께 미국 데뷔를 했으며 나중에 미국에 정착하여 1946년 시민권을 얻었다. 1937년부터 1949년까지 그는 미니애폴리스 심포니 오케스트라 (오늘날 미네소타 오케스트라의 전신)의 상임지휘자로 재직했다.
1949년 미트로풀로스는 뉴욕 필하모닉과의 제휴를 시작했다. 그는 처음에 스토코프스키와 공동 지휘자였으며 1951년에 유일한 음악 감독이 되었다. 미트로풀로스는 필하모닉의 레퍼토리를 확장하여 새로운 작곡가의 작품을 의뢰하고 구스타프 말러의 교향곡을 옹호했다. 1960년 1월, 그는 게스트로 필하모닉을 지휘하여 녹음된 말러의 교향곡 5번을 연주했다.